# Adam Weisman
Adam Weisman (ur. 29 lipca 1986 w USA) – amerykański aktor filmowy i telewizyjny.

## Filmografia
- 1996: Eko-Jaja (Bio-Dome) jako młody Bud
- 1998: The Visitor jako dzieciak #3
- 1999: Roswell: W kręgu tajemnic (Roswell) jako turysta (gościnnie)
- 2000: Little Man on Campus jako Archie
- 2004: Krwawa masakra w Hollywood (Toolbox Murders) jako Austin Sterling
- 2004: Siódme niebo (7th Heaven) jako Andrew (gościnnie)
- 2004: Gotowe na wszystko (Desperate Hisewives) jako Ian (gościnnie)
- 2005: Odległy front (Over There) jako chłopak w samolocie (gościnnie)
- 2006: Skazani za niewinność (In Justice) jako Martin Lewiki (gościnnie)
- 2006: Topór (Hatchet) jako chłopak w kostiumie kościotrupa
- 2007: Halloween jako Steven "Steve" Haley
- 2007: Kości (Bones) jako chłopak-skate (gościnnie)
- 2007: Cavemen jako Jeff (gościnnie)
- ????: Szał na Amandę (The Amanda Show, gościnnie)
- ????: Arliss (gościnnie)
- ????: Cousin Skeeter (gościnnie)
- ????: Super Nerds (gościnnie)
- ????: Szaleję za tobą (Mad About You) jako młody Paul (gościnnie)